# Therese Simonsson
Anna María Therese Simonsson (3 maggio 1998) è una calciatrice svedese, attaccante del Servette Chênois.

## Palmarès
- Campionato svizzero: 1

Servette Chênois: 2023-2024
- Coppa Svizzera: 1

Servette Chênois: 2023-2024